# Apportel

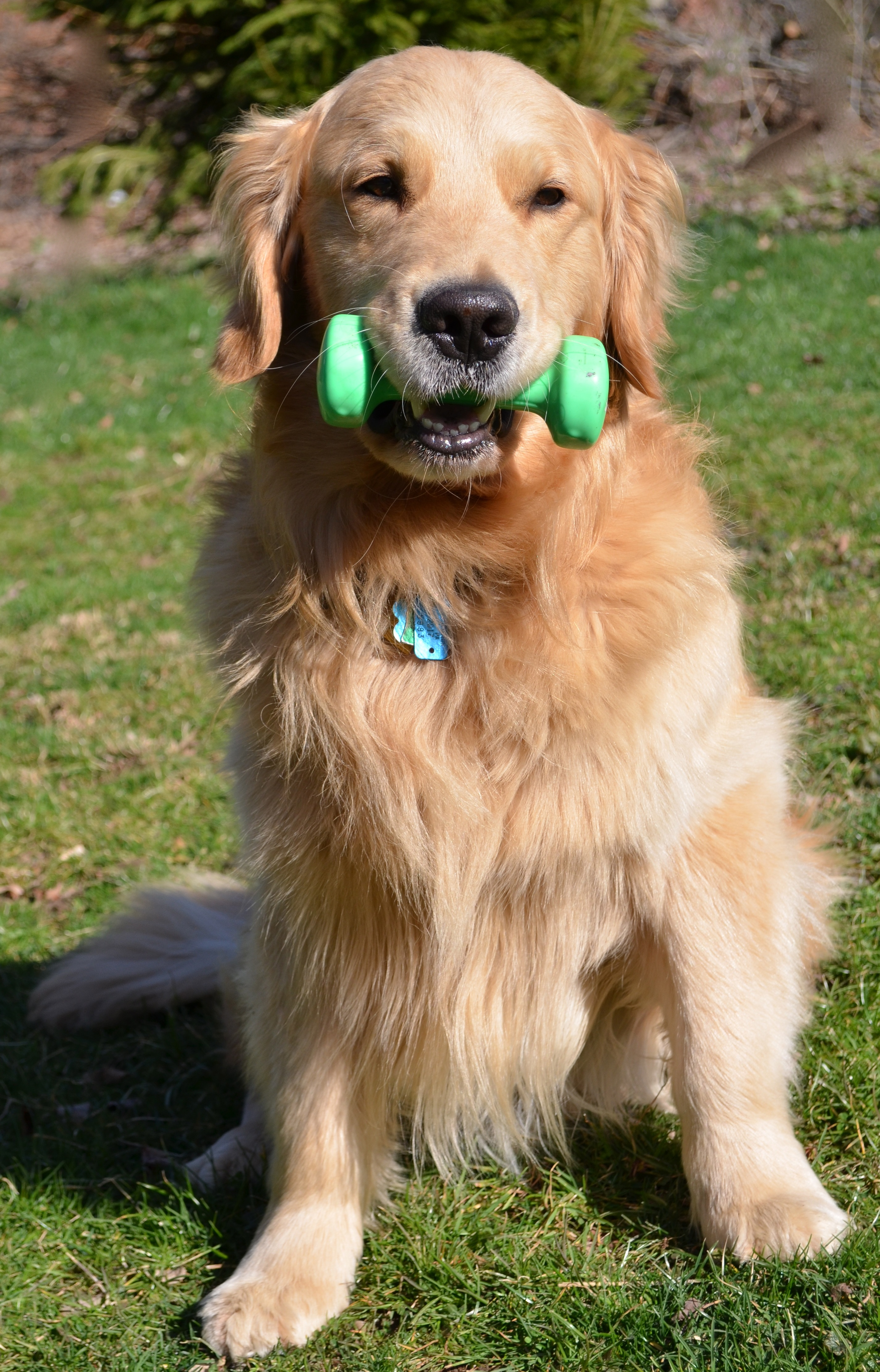
Golden Retriever mit grünem Apportel in der Schnauze (Fang)

Ein Apportel ist ein Gegenstand, der von einem Hund herbeigebracht, also apportiert, werden soll.
Während sich viele verschiedene Gegenstände als Apportel eigenen, sind für den Hundesport in Prüfungsordnungen für Schutzhunde und im Bereich Obedience die Apportel nicht frei wählbar, sondern vorgeschrieben. Dabei gibt es, je nach Bereich, Festlegungen dazu, wie schwer ein Apportel sein soll, welche Form es haben soll und aus welchem Material es zu sein hat.
Im Obedience beispielsweise gibt es sowohl Holz- als auch Metall-Apportel, die in Größe und Gewicht an die Größe der Hunde angepasst werden. Ältere Prüfungsordnungen (vor 2016) sahen alternativ zum Holz-Apportel auch Kunststoff-Apportel vor.
In der deutschsprachigen Prüfungsordnung für Gebrauchshunde (IPO) wird der Begriff Apportel nicht verwendet, dort heißt der Gegenstand Bringholz. In den englischsprachigen Prüfungsordnungen der FCI heißt der entsprechende Gegenstand sowohl im Obedience als auch in Gebrauchshundprüfungen dumbbell. IPO-Bringhölzer müssen, je nach Übung, laut FCI-Prüfungsordnung 650 g oder 2000 g schwer sein, ihr Steg muss aus Holz sein und mindestens 4 cm vom Boden entfernt sein.